# BNO-10-06 – Az idegrendszer betegségei
 A BNO-kódrendszer hivatalos nemzetközi forrása az Egészségügyi Világszervezet (WHO) honlapja; az ÁEEK által finanszírozott egészségügyi ellátások tekintetében az aeek.hu az irányadó!
Az alábbi hierarchia a nyomtatott magyar kiadásnak (BNO-10, 1995) felel meg.

## A központi idegrendszer gyulladásos betegségei (G00-G09)
- G00 Baktériumok okozta agyhártyagyulladás m.n.o.
  - G00.0 Haemophilus agyhártyagyulladás
  - G00.1 Pneumococcus okozta agyhártyagyulladás
  - G00.2 Streptococcus okozta agyhártyagyulladás
  - G00.3 Staphylococcus okozta agyhártyagyulladás
  - G00.8 Egyéb baktérium okozta agyhártyagyulladás
  - G00.9 Baktérium okozta agyhártyagyulladás k.m.n.
- G01 Agyhártyagyulladás máshova osztályozott bakteriális betegségekben
- G02 Agyhártyagyulladás egyéb, máshova osztályozott fertőző és parazitás betegségekben
  - G02.0 Agyhártyagyulladás máshova osztályozott vírusbetegségekben
  - G02.1 Agyhártyagyulladás mycosisokban
  - G02.8 Agyhártyagyulladás egyéb meghatározott, de máshova osztályozott fertőző és parazitás betegségekben
- G03 Egyéb, nem meghatározott eredetű agyhártyagyulladás
  - G03.0 Nem gennykeltők okozta agyhártyagyulladás
  - G03.1 Idült agyhártyagyulladás
  - G03.2 Jóindulatú, visszatérő agyhártyagyulladás [Mollaret]
  - G03.8 Egyéb meghatározott eredetű agyhártyagyulladás
  - G03.9 Agyhártyagyulladás k.m.n.
- G04 Encephalitis, myelitis és encephalomyelitis
  - G04.0 Heveny disszeminált agyvelőgyulladás
  - G04.1 Trópusi spasticus paraplegia
  - G04.2 Bakteriális meningoencephalitis és meningomyelitis m.n.o.
  - G04.8 Egyéb encephalitis, myelitis és encephalomyelitis
  - G04.9 Encephalitis, myelitis és encephalomyelitis k.m.n.
- G05 Encephalitis, myelitis és encephalomyelitis máshová osztályozott betegségekben
  - G05.0 Encephalitis, myelitis és encephalomyelitis máshova osztályozott bakteriális betegségekben
  - G05.1 Encephalitis, myelitis és encephalomyelitis máshova osztályozott vírusbetegségekben
  - G05.2 Encephalitis, myelitis és encephalomyelitis egyéb, máshova osztályozott fertőző és parazitás betegségekben
  - G05.8 Encephalitis, myelitis és encephalomyelitis egyéb máshova osztályozott betegségekben
- G06 Koponyaűri és gerinccsatornai tályog és granuloma
  - G06.0 Intracraniális tályog és granuloma
  - G06.1 Intraspinális tályog és granuloma
  - G06.2 Extradurális és subdurális tályog k.m.n.
- G07 Intracraniális és intraspinális tályog és granuloma máshová osztályozott betegségekben
- G08 Koponyaűri és gerinccsatornai phlebitis és thrombophlebitis
- G09 A központi idegrendszer gyulladásos megbetegedéseinek következményei

## A központi idegrendszert elsődlegesen érintő szisztémás sorvadások G10-G13
- G10 Huntington-kór
- G11 Öröklődő ataxia
  - G11.0 Veleszületett, nem progresszív ataxia
  - G11.1 Korai kisagyi ataxia
  - G11.2 Késői kezdetű kisagyi ataxia
  - G11.3 Kisagyi ataxia károsodott DNA replikációval
  - G11.4 Öröklődő spasticus paraplegia
  - G11.8 Egyéb öröklődő ataxiák
  - G11.9 Öröklődő ataxia k.m.n.
- G12 Gerincvelői izomsorvadás és rokon szindrómák
  - G12.0 Csecsemőkori gerincvelői izomsorvadás I.típus [Werdnig-Hoffmann]
  - G12.1 Egyéb öröklődő gerincvelői izomsorvadás
  - G12.2 Mozgató neuron megbetegedés
  - G12.8 Egyéb gerincvelői izomsorvadások és rokon szindrómák
  - G12.9 Gerincvelői izomsorvadás k.m.n.
- G13 Elsődlegesen a központi idegrendszert érintő szisztémás sorvadások máshová osztályozott betegségekben
  - G13.0 Paraneoplasticus neuromyopathia és neuropathia
  - G13.1 A központi idegrendszert elsődlegesen érintő szisztémás sorvadások daganatos betegségekben
  - G13.2 A központi idegrendszert elsődlegesen érintő szisztémás sorvadás myxoedemában
  - G13.8 A központi idegrendszert elsődlegesen érintő szisztémás sorvadás egyéb, máshova osztályozott betegségekben

## Extrapyramidális és mozgási rendellenességek (G20-G26)
- G20 Parkinson-kór
- G21 Másodlagos parkinsonizmus
  - G21.0 Rosszindulatú neuroleptikus szindróma
  - G21.1 Egyéb, gyógyszer indukálta másodlagos parkinsonizmus
  - G21.2 Más külső tényezők okozta másodlagos parkinsonizmus
  - G21.3 Agyvelőgyulladás utáni parkinsonizmus
  - G21.8 Egyéb másodlagos parkinsonizmus
  - G21.9 Másodlagos parkinsonizmus k.m.n.
- G22 Parkinsonizmus máshová osztályozott betegségekben
- G23 A törzsdúcok egyéb elfajulásos megbetegedései
  - G23.0 Hallervorden-Spatz betegség
  - G23.1 Progresszív supranucleáris ophthalmoplegia [Steele-Richardson-Olszewski]
  - G23.2 Striatonigrális elfajulás
  - G23.8 A törzsdúcok egyéb, meghatározott elfajulásos megbetegedései
  - G23.9 A törzsdúcok nem meghatározott elfajulásos betegsége
- G24 Tónuszavar (dystonia)
  - G24.0 Gyógyszer kiváltotta dystonia
  - G24.1 Idiopathiás familiáris dystonia
  - G24.2 Idiopathiás nem-familiáris dystonia
  - G24.3 Spasticus torticollis
  - G24.4 Idiopathiás orofaciális dystonia
  - G24.5 Szemhéjgörcs (blepharospasmus)
  - G24.8 Egyéb dystonia
  - G24.9 Dystonia, k.m.n.
- G25 Egyéb extrapyramidális és mozgási rendellenességek
  - G25.0 Esszenciális tremor
  - G25.1 Gyógyszer indukálta tremor
  - G25.2 Egyéb meghatározott tremorok
  - G25.3 Myoclonus
  - G25.4 Gyógyszer indukálta chorea
  - G25.5 Egyéb chorea
  - G25.6 Gyógyszer indukálta és egyéb szervi eredetű tic-ek
  - G25.8 Egyéb meghatározott, extrapyramidális és mozgási rendellenességek
  - G25.9 Extrapyramidális és mozgási rendellenesség, k.m.n.
- G26 Extrapyramidális és mozgási rendellenességek máshova osztályozott betegségekben

## Az idegrendszer egyéb degeneratív betegségei (G30-G32)
- G30 Alzheimer-kór
  - G30.0 Korai kezdetű Alzheimer-kór
  - G30.1 Késői kezdetű Alzheimer-kór
  - G30.8 Egyéb Alzheimer-kór
  - G30.9 Alzheimer-kór k.m.n.
- G31 A központi idegrendszer egyéb elfajulásos betegségei, m.n.o.
  - G31.0 Körülírt agyi sorvadás
  - G31.1 Aggkori agyi elfajulás, m.n.o.
  - G31.2 Alkohol okozta központi idegrendszeri elfajulás
  - G31.8 Egyéb meghatározott idegrendszeri elfajulásos betegségek
  - G31.9 Idegrendszeri elfajulásos betegség k.m.n.
- G32 Az idegrendszer egyéb degeneratív elváltozásai máshova osztályozott betegségekben
  - G32.0 A gerincvelő subacut kombinált elfajulása máshova osztályozott betegségekben
  - G32.8 A központi idegrendszer egyéb meghatározott elváltozásai máshova osztályozott betegségekben

## A központi idegrendszer demyelinisatiós betegségei (G35-G37)
- G35 Sclerosis multiplex
- G36 Egyéb heveny, disszeminált demyelinisatio
  - G36.0 A látóideg velőhüvely gyulladása [neuromyelitis optica Devic]
  - G36.1 Heveny és félheveny vérzéses leukoencephalitis [Hurst]
  - G36.8 Egyéb meghatározott heveny disszeminált demyelinisatio
  - G36.9 Heveny, disszeminált demyelinisatio, k.m.n.
- G37 A központi idegrendszer egyéb demyelinisatiós megbetegedései
  - G37.0 Diffúz sclerosis
  - G37.1 A corpus callosum centrális demyelinisatiója
  - G37.2 A híd centrális myelinolysise
  - G37.3 Heveny haránt gerincvelőgyulladás a központi idegrendszer demyelinisatiós megbetegedésében
  - G37.4 Félheveny nekrotizáló myelitis
  - G37.5 Koncentrikus sclerosis [Baló]
  - G37.8 A központi idegrendszer egyéb meghatározott demyelinisatiós betegségei
  - G37.9 A központi idegrendszer demyelinisatiós betegsége k.m.n.

## Epizodikus és paroxysmális rendellenességek (G40-G47)
- G40 Epilepszia
  - G40.0 Lokalizációfüggő (gócos)(részleges) idiopathiás epilepszia és epilepsziás szindrómák lokális kezdetű rohamokkal
  - G40.1 Lokalizációfüggő (gócos)(részleges) tüneti epilepszia és epilepsziás tünetegyüttesek egyszerű parciális rohamokkal
  - G40.2 Lokalizációfüggő (gócos)(részleges) tüneti epilepszia és epilepsziás szindrómák összetett parciális rohamokkal
  - G40.3 Általánosult idiopathiás epilepszia és epilepsziás szindrómák
  - G40.4 Egyéb általánosult epilepsziák és epilepsziás szindrómák
  - G40.5 Speciális epilepsziás szindrómák
  - G40.6 Grand mal rohamok k.m.n. (petit mal-lal vagy anélkül)
  - G40.7 Petit mal k.m.n. grand mal rohamok nélkül
  - G40.8 Egyéb epilepszia
  - G40.9 Epilepszia, k.m.n.
- G41 Status epilepticus
  - G41.0 Grand mal status epilepticus
  - G41.1 Petit mal status epilepticus
  - G41.2 Összetett részleges status epilepticus
  - G41.8 Egyéb status epilepticus
  - G41.9 Status epilepticus, k.m.n.
- G43 Migrén
  - G43.0 Migrén aura nélkül [közönséges migrén]
  - G43.1 Migrén aurával [klasszikus migrén]
  - G43.2 Status migrainosus
  - G43.3 Szövődményes migrén
  - G43.8 Egyéb migrén
  - G43.9 Migrén k.m.n.
- G44 Egyéb fejfájás szindrómák
  - G44.0 Halmozott fejfájás szindróma
  - G44.1 Éreredetű fejfájás m.n.o.
  - G44.2 Tenziós típusú fejfájás
  - G44.3 Idült, posttraumás fejfájás
  - G44.4 Gyógyszer okozta fejfájás m.n.o.
  - G44.8 Egyéb, meghatározott fejfájás-szindrómák
- G45 Átmeneti agyi ischaemiás attakok (TIA) és rokon szindrómák
  - G45.0 Vertebro-basiláris szindróma
  - G45.1 Arteria carotis szindróma (féltekei)
  - G45.2 Többszörös és kétoldali praecerebrális artéria szindrómák
  - G45.3 Amaurosis fugax
  - G45.4 Átmeneti globális amnézia
  - G45.8 Egyéb, átmeneti agyi ischaemiás attakok és rokon szindrómák
  - G45.9 Átmeneti agyi ischaemiás attak (TIA) k.m.n.
- G46 Agyi érszindrómák cerebrovasculáris betegségekben
  - G46.0 Arteria cerebri media szindróma
  - G46.1 Arteria cerebri anterior szindróma
  - G46.2 Arteria cerebri posterior szindróma
  - G46.3 Agytörzsi szélütés (stroke) szindróma
  - G46.4 Kisagyi stroke szindróma
  - G46.5 Tisztán motoros lacunáris szindróma
  - G46.6 Tisztán szenzoros lacunáris szindróma
  - G46.7 Egyéb lacunáris szindrómák
  - G46.8 Egyéb éreredetű agyi szindrómák agyi érbetegségekben
- G47 Alvászavarok
  - G47.0 Elalvási és átalvási zavarok [insomniák]
  - G47.1 Túlzott aluszékonyság [hypersomniák]
  - G47.2 Az alvás-ébrenlét ciklus zavarai
  - G47.3 Alvási apnoe
  - G47.4 Narcolepsia és katalepsia
  - G47.8 Egyéb alvászavarok
  - G47.9 Alvászavar k.m.n.

## Ideg, ideggyök és plexus rendellenességek (G50-G59)
- G50 A nervus trigeminus rendellenességei
  - G50.0 Trigeminus neuralgia
  - G50.1 Atípusos arcfájdalom
  - G50.8 A nervus trigeminus egyéb rendellenességei
  - G50.9 A nervus trigeminus rendellenessége k.m.n.
- G51 A nervus facialis rendellenességei
  - G51.0 Bell-féle bénulás
  - G51.1 Geniculatum ganglionitis
  - G51.2 Melkersson szindróma
  - G51.3 Clonusos féloldali faciális görcs
  - G51.4 Faciális myokymia
  - G51.8 Az arcideg egyéb rendellenességei
  - G51.9 Az arcideg rendellenessége k.m.n.
- G52 Egyéb agyidegek rendellenességei
  - G52.0 A szaglóideg rendellenességei
  - G52.1 A nervus glossopharyngeus rendellenességei
  - G52.2 A nervus vagus rendellenességei
  - G52.3 A nervus hypoglossus rendellenességei
  - G52.7 Több agyideg rendellenességei
  - G52.8 Az agyidegek egyéb meghatározott rendellenességei
  - G52.9 Agyideg rendellenesség k.m.n.
- G53 Agyideg rendellenességek máshova osztályozott betegségekben
  - G53.0 Zoster utáni idegfájdalom
  - G53.1 Többszörös agyideg bénulások máshova osztályozott fertőző és parazitás betegségekben
  - G53.2 Többszörös agyidegbénulások sarcoidosisban
  - G53.3 Többszörös agyidegbénulások daganatos megbetegedésekben
  - G53.8 Egyéb agyideg tünetek máshova osztályozott betegségekben
- G54 Ideggyök és fonat (plexus) rendellenességek
  - G54.0 Plexus brachialis rendellenességek
  - G54.1 Ágyéki-keresztcsonti plexus rendellenességek
  - G54.2 Nyaki gyök-rendellenességek m.n.o.
  - G54.3 Háti gyök-rendellenességek m.n.o.
  - G54.4 Ágyéki-keresztcsonti gyök-rendellenességek m.n.o.
  - G54.5 Amyotrophia neuralgica
  - G54.6 Végtag fantom-szindróma fájdalommal
  - G54.7 Végtag fantom-szindróma fájdalom nélkül
  - G54.8 Egyéb gyök és plexus rendellenességek
  - G54.9 Gyök és plexus rendellenesség k.m.n.
- G55 Ideggyök és plexus kompressziók máshova osztályozott betegségekben
  - G55.0 Gyök és plexus kompressziók daganatos megbetegedésekben
  - G55.1 Gyök és plexus kompressziók csigolya közti porckorong megbetegedésekben
  - G55.2 Gyök és plexus kompressziók spondylosisban
  - G55.3 Gyök és plexus kompressziók egyéb háti bántalmakban
  - G55.8 Egyéb gyök és plexus kompressziók egyéb máshova osztályozott betegségekben
- G56 Felső végtagi mononeuropathiák
  - G56.0 Carpal tunnel (carpális alagút) szindróma
  - G56.1 A nervus medianus egyéb károsodásai
  - G56.2 A nervus ulnaris károsodása
  - G56.3 A nervus radialis károsodása
  - G56.4 Causalgia
  - G56.8 A felső végtag egyéb mononeuropathiái
  - G56.9 Felső végtagi mononeuropathia, k.m.n.
- G57 Az alsó végtag mononeuropathiái
  - G57.0 A nervus ischiadicus károsodása
  - G57.1 Meralgia paraesthetica
  - G57.2 A nervus femoralis károsodása
  - G57.3 A nervus popliteus lateralis károsodása
  - G57.4 A nervus popliteus medialis károsodása
  - G57.5 Tarsális alagút szindróma
  - G57.6 A nervus plantaris károsodása
  - G57.8 Az alsó végtagok egyéb mononeuropathiái
  - G57.9 Alsó végtagi mononeuropathia, k.m.n.
- G58 Egyéb mononeuropathiák
  - G58.0 Borda közti ideg bántalom
  - G58.7 Többszörös mononeuritis
  - G58.8 Egyéb meghatározott mononeuropathiák
  - G58.9 Mononeuropathia, k.m.n.
- G59 Mononeuropathia máshova osztályozott betegségekben
  - G59.0 Diabeteses mononeuropathia
  - G59.8 Egyéb mononeuropathia máshova osztályozott betegségekben

## Polyneuropathiák és a perifériás idegrendszer egyéb rendellenességei (G60-G64)
- G60 Örökletes és idiopathiás idegbántalom
  - G60.0 Örökletes mozgató- és érzőideg bántalom
  - G60.1 Refsum betegség
  - G60.2 Örökletes ataxiához társuló idegbántalom
  - G60.3 Idiopathiás progresszív neuropathia
  - G60.8 Egyéb örökletes és idiopathiás idegbántalmak
  - G60.9 Örökletes és idiopathiás neuropathia k.m.n.
- G61 Gyulladásos polyneuropathia
  - G61.0 Guillain-Barré szindróma
  - G61.1 Szérum neuropathia
  - G61.8 Egyéb gyulladásos polyneuropathiák
  - G61.9 Gyulladásos polyneuropathia k.m.n.
- G62 Egyéb polyneuropathiák
  - G62.0 Gyógyszer okozta polyneuropathia
  - G62.1 Alkoholos polyneuropathia
  - G62.2 Egyéb toxikus tényezők okozta polyneuropathia
  - G62.8 Egyéb meghatározott polyneuropathiák
  - G62.9 Polyneuropathia k.m.n.
- G63 Polyneuropathia máshova osztályozott betegségekben
  - G63.0 Polyneuropathia máshova osztályozott fertőző és parazitás megbetegedésekben
  - G63.1 Polyneuropathia daganatos betegségekben
  - G63.2 Diabetes polyneuropathia
  - G63.3 Polyneuropathia egyéb endokrin és anyagcsere betegségekben
  - G63.4 Polyneuropathia táplálkozási hiányszindrómákban
  - G63.5 Polyneuropathia kötőszöveti rendszer megbetegedésekben
  - G63.6 Polyneuropathia egyéb vázizomzat megbetegedésekben
  - G63.8 Polyneuropathia egyéb máshova osztályozott betegségekben
- G64 A környéki idegrendszer egyéb megbetegedései

## A myoneurális junctio és az izomzat betegségei (G70-G73)
- G70 Myasthenia gravis és egyéb myoneurális rendellenességek
  - G70.0 Myasthenia gravis
  - G70.1 Toxikus myoneurális megbetegedések
  - G70.2 Veleszületett és fejlődési myasthenia
  - G70.8 Egyéb meghatározott myoneurális rendellenességek
  - G70.9 Myoneurális rendellenesség, k.m.n.
- G71 Elsődleges izombetegségek
  - G71.0 Izom dystrophia
  - G71.1 Myotoniás rendellenességek
  - G71.2 Veleszületett myopathiák
  - G71.3 Mitochondriális izombántalom m.n.o.
  - G71.8 Az izomzat egyéb elsődleges rendellenességei
  - G71.9 Elsődleges izomrendellenesség k.m.n.
- G72 Egyéb izombántalmak
  - G72.0 Gyógyszer okozta izombántalom
  - G72.1 Alkoholos izombántalom
  - G72.2 Egyéb mérgező anyagok okozta izombántalom
  - G72.3 Periodikus bénulás
  - G72.4 Gyulladásos myopathia m.n.o.
  - G72.8 Egyéb meghatározott myopathiák
  - G72.9 Myopathia k.m.n.
- G73 A myoneurális junctio és az izmok megbetegedései máshová osztályozott betegségekben
  - G73.0 Myastheniás szindrómák endokrin betegségekben
  - G73.1 Eaton-Lambert szindróma
  - G73.2 Egyéb myastheniás szindrómák daganatos betegségekben
  - G73.3 Myastheniás szindrómák máshova osztályozott betegségekben
  - G73.4 Izombántalom máshova osztályozott fertőző és parazitás betegségekben
  - G73.5 Izombántalom endokrin betegségekben
  - G73.6 Izombántalom anyagcsere betegségekben
  - G73.7 Izombántalom máshova osztályozott betegségekben

## Agyi bénulás és egyéb bénulásos szindrómák (G80-G83)
- G80 Csecsemőkori agyi bénulás
  - G80.0 Spasticus agyi bénulás
  - G80.1 Spasticus kétoldali bénulás
  - G80.2 Csecsemőkori féloldali bénulás
  - G80.3 Dyskineticus agyi bénulás
  - G80.4 Ataxiás agyi bénulás
  - G80.8 Egyéb csecsemőkori agyi bénulás
  - G80.9 Csecsemőkori agyi bénulás k.m.n.
- G81 Féloldali bénulás (hemiplegia)
  - G81.0 Féloldali petyhüdt bénulás
  - G81.1 Féloldali spasticus bénulás
  - G81.9 Féloldali bénulás k.m.n.
- G82 Kétoldali alsó végtag bénulás (paraplegia) és tetraplegia
  - G82.0 Petyhüdt paraplegia
  - G82.1 Spasticus paraplegia
  - G82.2 Paraplegia k.m.n.
  - G82.3 Petyhüdt tetraplegia
  - G82.4 Spasticus tetraplegia
  - G82.5 Tetraplegia k.m.n.
- G83 Egyéb bénulásos szindrómák
  - G83.0 Felső végtag kétoldali bénulása
  - G83.1 Az egyik alsó végtag bénulása
  - G83.2 Az egyik felső végtag bénulása
  - G83.3 Egy végtag bénulása k.m.n.
  - G83.4 Cauda equina szindróma
  - G83.8 Egyéb meghatározott bénulásos szindrómák
  - G83.9 Bénulásos szindróma k.m.n.

## Az idegrendszer egyéb rendellenességei (G90-G99)
- G90 Az autonóm idegrendszer rendellenességei
  - G90.0 Idiopathiás perifériás autonóm idegbántalom
  - G90.1 Családi dysautonomia [Riley-Day]
  - G90.2 Horner szindróma
  - G90.3 Több szisztémát érintő elfajulás
  - G90.8 Az autonóm idegrendszer egyéb rendellenességei
  - G90.9 Az autonóm idegrendszer rendellenessége k.m.n.
- G91 Vízfejűség (hydrocephalus)
  - G91.0 Kommunikáló hydrocephalus
  - G91.1 Elzáródásos hydrocephalus
  - G91.2 Normál nyomású hydrocephalus
  - G91.3 Sérülést követő hydrocephalus k.m.n.
  - G91.8 Egyéb hydrocephalus
  - G91.9 Hydrocephalus k.m.n.
- G92 Toxikus encephalopathia
- G93 Egyéb agyi megbetegedések
  - G93.0 Agyi tömlők (cysták)
  - G93.1 Anoxiás agyi károsodás m.n.o.
  - G93.2 Jóindulatú koponyaűri nyomásfokozódás
  - G93.3 Vírusfertőzés utáni kifáradásos tünetegyüttes
  - G93.4 Encephalopathia k.m.n.
  - G93.5 Agyi nyomásfokozódás
  - G93.6 Agyvizenyő
  - G93.7 Reye szindróma
  - G93.8 Egyéb meghatározott agyi megbetegedések
  - G93.9 Agyi rendellenesség k.m.n.
- G94 Az agy egyéb rendellenességei máshová osztályozott betegségekben
  - G94.0 Vízfejűség máshova osztályozott fertőző és parazitás betegségekben
  - G94.1 Vízfejűség daganatos betegségekben
  - G94.2 Vízfejűség egyéb, máshova osztályozott betegségekben
  - G94.8 Az agy egyéb, meghatározott rendellenességei máshova osztályozott betegségekben
- G95 A gerincvelő egyéb megbetegedései
  - G95.0 Syringomyelia és syringobulbia
  - G95.1 Ér-eredetű gerincvelői bántalmak
  - G95.2 Gerincvelő kompresszió k.m.n.
  - G95.8 A gerincvelő egyéb meghatározott betegségei
  - G95.9 A gerincvelő nem meghatározott betegsége
- G96 A központi idegrendszer egyéb betegségei
  - G96.0 Liquorcsorgás
  - G96.1 Az agyhártyák m.n.o. betegségei
  - G96.8 A központi idegrendszer egyéb meghatározott betegségei
  - G96.9 A központi idegrendszer betegsége k.m.n.
- G97 Beavatkozások utáni idegrendszeri rendellenességek m.n.o.
  - G97.0 Liquorcsorgás gerinccsapolás következtében
  - G97.1 Ciszterna-és gerinccsapolás utáni egyéb reakció
  - G97.2 Koponyaűri hypotensio kamrai shunt után
  - G97.8 A központi idegrendszer egyéb beavatkozás utáni rendellenességei
  - G97.9 Egyéb, beavatkozás utáni idegrendszeri rendellenesség k.m.n.
- G98 Az idegrendszer m.n.o. egyéb rendellenességei
- G99 Az idegrendszer rendellenességei egyéb, máshova osztályozott betegségekben
  - G99.0 Autonóm idegbántalom endokrin és anyagcsere betegségekben
  - G99.1 Az autonóm idegrendszer egyéb rendellenességei máshova osztályozott betegségekben
  - G99.2 Gerincvelői rendellenesség máshova osztályozott betegségekben
  - G99.8 Az idegrendszer egyéb meghatározott rendellenességei máshova osztályozott betegségekben

| Sorszám | Főcsoport                                                                                                | BNO kódok |
| ------- | --- | --------- |
| 01      | BNO-10-01 – Fertőző és parazitás betegségek                                                              | A00–B99   |
| 02      | BNO-10-02 – Daganatok                                                                                    | C00–D48   |
| 03      | BNO-10-03 – A vér és a vérképző szervek betegségei és az immunrendszert érintő bizonyos rendellenességek | D50–D89   |
| 04      | BNO-10-04 – Endokrin, táplálkozási és anyagcsere betegségek                                              | E00–E90   |
| 05      | BNO-10-05 – Mentális és viselkedészavarok                                                                | F00–F99   |
| 06      | BNO-10-06 – Az idegrendszer betegségei                                                                   | G00–G99   |
| 07      | BNO-10-07 – A szem és függelékeinek betegségei                                                           | H00–H59   |
| 08      | BNO-10-08 – A fül és a csecsnyúlvány megbetegedései                                                      | H60–H95   |
| 09      | BNO-10-09 – A keringési rendszer betegségei                                                              | I00–I99   |
| 10      | BNO-10-10 – A légzőrendszer betegségei                                                                   | J00–J99   |
| 11      | BNO-10-11 – Az emésztőrendszer betegségei                                                                | K00–K93   |
| 12      | BNO-10-12 – A bőr és bőralatti szövet betegségei                                                         | L00–L99   |
| 13      | BNO-10-13 – A csont-izomrendszer és kötőszövet betegségei                                                | M00–M99   |
| 14      | BNO-10-14 – Az urogenitális rendszer megbetegedései                                                      | N00–N99   |
| 15      | BNO-10-15 – Terhesség, szülés és a gyermekágy                                                            | O00–O99   |
| 16      | BNO-10-16 – A perinatális szakban keletkező bizonyos állapotok                                           | P00–P96   |
| 17      | BNO-10-17 – Veleszületett rendellenességek, deformitások és kromoszómaabnormitások                       | Q00–Q99   |
| 18      | BNO-10-18 – Máshova nem osztályozott panaszok, tünetek és kóros klinikai és laboratóriumi leletek        | R00–R99   |
| 19      | BNO-10-19 – Sérülés, mérgezés és külső okok bizonyos egyéb következményei                                | S00–T98   |
| 20      | BNO-10-20 – A morbiditás és mortalitás külső okai                                                        | V01–Y98   |
| 21      | BNO-10-21 – Az egészségi állapotot és egészségügyi szolgálatokkal való kapcsolatot befolyásoló tényezők  | Z00–Z99   |
| (22)    | BNO-10-22 – Speciális kódok                                                                              | U00–U99   |